# Seznam dílů seriálu Comeback
Toto je seznam dílů seriálu Comeback. První série českého televizního seriál Comeback měla premiéru 4. září 2008 a skončila 17. června 2009. Druhá série byla vysílána od 3. března 2010 a poslední díl byl poprvé uveden 24. října 2011. Seriál byl vysílán na stanici TV Nova a celkově měl 51 dílů.
Celý seriál byl vydán na 12 DVD. Rozdělen byl na tři série po 17 dílech, každá série obsahovala 4 disky. Díly jsou na DVD řazeny v jiném pořadí než v jakém byly premiérově odvysílány.

## Přehled řad
| Řada | Díly | Premiéra       | Premiéra        |
| Řada | Díly | První díl      | Poslední díl    |
| ---- | ---- | -------------- | --------------- |
| 1    | 30   | 4. září 2008   | 17. června 2009 |
| 2    | 21   | 3. března 2010 | 24. října 2011  |

## Seznam dílů

### První řada (2008–2009)
| Č. v seriálu | Č. v řadě | Název                       | Režie               | Scénář | Natočeno | Datum premiéry     | Č. na DVD |
| --- | --------- | --------------------------- | ------------------- | --- | -------- | ------------------ | --------- |
| 1 | 1         | Křeslo                      | Jaroslav Fuit       | Tomáš Baldýnský, Silvie Dumalasová, Helena Fišerová, Tomáš Holeček, Jakub König, Kateřina Krobová, Ondřej Ládek, Richard Malatinský, Petra Soukupová, Vladimír Škultéty a Jiří Vaněk                          | 2008     | 4. září 2008       | 18        |
| Pacovským dosloužila stará pohovka, kterou Iva odmítla dál čistit, a tak si pořídili novou za výhodnou cenu. Ozzák, který si na starou pohovku zvykl, se s novou nehodlá smířit a snaží se sehnat si vlastní křeslo. |           |                             |                     | |          |                    |           |
| 2 | 2         | Gott Ex Machina             | Jaroslav Fuit       | Tomáš Baldýnský, Silvie Dumalasová, Helena Fišerová, Kateřina Krobová, Ondřej Ládek, David Smoljak, Vladimír Škultéty a Jiří Vaněk                                                                            | 2008     | 11. září 2008      | 1         |
| Obchod U dvou akordů má finanční potíže a Tomáš se dostává do dluhů. Vymahači dluhů mu hrozí zabavením obchodu. Marcelka, jeho fanynka, se snaží pomoci, ale Tomáš potřebuje rychle sehnat velkou finanční částku. Nikdo mu nechce půjčit, ale objeví se jiné řešení, jak se zbavit vymahačů. Zvláštní hosté: Karel Gott, Stanislav Hložek                    |           |                             |                     | |          |                    |           |
| 3 | 3         | Souboj titánů               | Petr Fišer          | Tomáš Baldýnský, Silvie Dumalasová, Helena Fišerová, Kateřina Krobová, David Smoljak, Vladimír Škultéty a Jiří Vaněk                                                                                          | 2008     | 18. září 2008      | 2         |
| Marcelka a Ozzák soupeří o pozici šéfa prodeje v Tomášově obchodě s deskami. Jejich rivalita vede k nelítostnému boji o zákazníky, který zahrnuje Marcelčino Kolo štěstí a Ozzákovy slevy s pivním bonusem. Souboj vrcholí Tomášovou autogramiádou, po které Tomáš spravedlivě rozhodne o vítězi. Vedle toho se Iva potýká s problémy s učitelkou matematiky. |           |                             |                     | |          |                    |           |
| 4 | 4         | Pomáhat a chránit           | Petr Fišer          | Tomáš Baldýnský, Miloš Čermák, Silvie Dumalasová, Helena Fišerová, Miroslav Holubec, Kateřina Krobová, Ondřej Ládek, David Smoljak, Vladimír Škultéty a Jiří Vaněk                                            | 2008     | 25. září 2008      | 3         |
| Tomáš Pacovský podezírá dceru Ivu, že má tajného přítele. Jeho pátrání odhalí, že Iviným klukem je striptér, což Tomáše přiměje k radikální akci. Zvláštní host: Helena Vondráčková |           |                             |                     | |          |                    |           |
| 5 | 5         | Pravidla rodinného provozzu | Jaroslav Fuit       | Tomáš Baldýnský, Helena Fišerová, Tomáš Holeček, Kateřina Krobová, Ondřej Ládek, Petra Soukupová a Jiří Vaněk                                                                                                 | 2008     | 2. října 2008      | 4         |
| Televizní pořad Boží mlýny se zaměřuje na skandály bývalých celebrit. Tomáš se obává, že se stane dalším terčem, zatímco Ozzák způsobí dopravní nehodu. Marcelka se snaží situaci zachránit. |           |                             |                     | |          |                    |           |
| 6 | 6         | Je jaro…                    | Petr Fišer          | Tomáš Baldýnský, Helena Fišerová, Kateřina Krobová, Richard Malatinský a Jiří Vaněk | 2008     | 9. října 2008      | 5         |
| Jaro probudilo v Ozzákovi nevídané chování, které znepokojuje jeho rodinu. Obávají se, že si Ozzák vyhlédne oběť, kterou využije a odhodí, což v minulosti vedlo k nepříjemným následkům. Tomáš a Simona se snaží ochránit Marcelku a Sašu před Ozzákovými hormony.                                                                                           |           |                             |                     | |          |                    |           |
| 7 | 7         | Lupiči                      | Petr Fišer          | Tomáš Baldýnský, Silvie Dumalasová, Helena Fišerová, Tomáš Holeček, Kateřina Krobová, Ondřej Ládek, Petra Soukupová, Vladimír Škultéty a Jiří Vaněk                                                           | 2008     | 16. října 2008     | 6         |
| Iva se chce zúčastnit demonstrace proti fašismu, ale Tomáš jí to zakazuje. Během toho, co jsou v obchodě, vtrhnou dovnitř maskovaní lupiči a spoutají Tomáše, Ozzáka, Ivu a Marcelku v kumbále. Lexa, který čeká na Ivu venku, se vydává do obchodu, aby zjistil, co se stalo, a mylně si lupiče splete s demonstranty.                                       |           |                             |                     | |          |                    |           |
| 8 | 8         | Zdravý a nemocný            | Petr Fišer          | Tomáš Baldýnský, Silvie Dumalasová, Helena Fišerová, Ladislav Karpianus, Jakub König, Kateřina Krobová, Ondřej Ládek a Jiří Růžička, Vladimír Škultéty a Jiří Vaněk                                           | 2008     | 23. října 2008     | 19        |
| Ve škole se objeví nakažlivá nemoc, žák Beneš je hospitalizován s podezřením na nigerijskou úplavici. Hypochondr Tomáš se domnívá, že se nakazil, zatímco Ozzák vykazuje skutečné příznaky nemoci. |           |                             |                     | |          |                    |           |
| 9 | 9         | Modelka                     | Jaroslav Fuit       | Tomáš Baldýnský, Helena Fišerová, Tomáš Holeček, Kateřina Krobová, Ladislav Karpianus, Jakub König, Ondřej Ládek, Richard Malatinský, Jiří Růžička, Petra Soukupová a Jiří Vaněk                              | 2008     | 30. října 2008     | 20        |
| Iva si nechá udělat fotky na pas, což Tomáš mylně považuje za přípravu k útěku. Iva dostane nabídku z modelingové agentury v Paříži a rozhodne se šanci využít. |           |                             |                     | |          |                    |           |
| 10 | 10        | Lexa a porno                | Jaroslav Fuit       | Tomáš Baldýnský, Petr Bína, Helena Fišerová, Tomáš Holeček, Miroslav Holubec, Ladislav Karpianus, Jakub König, Kateřina Krobová, Ondřej Ládek, Richard Malatinský, Jiří Růžička, Petra Soukupová a Jiří Vaněk | 2008     | 6. listopadu 2008  | 21        |
| Tomáš, Iva a Saša jdou do kina na film, zatímco Lexa s Ozzákem sledují porno. Ozzák nečekaně propadne filmům, ale Lexa zjistí, že v pornu hraje jeho matka Simona. |           |                             |                     | |          |                    |           |
| 11 | 11        | Giganti                     | Jaroslav Fuit       | Tomáš Baldýnský, Helena Fišerová, Tomáš Holeček, Kateřina Krobová, Ondřej Ládek, Petra Soukupová, Darek Šmíd a Jiří Vaněk                                                                                     | 2008     | 13. listopadu 2008 | 7         |
| Iva srazí Tomášovi kalhoty, aby mu oplatila, že nepřibírá. Tomáš se pokouší zhubnout, ale jeho hlad je silnější. Nakonec vyhlásí doma i v obchodě dietu. Iva se přizná, že kalhoty srazila, ale Tomáš je už posedlý hubnutím. |           |                             |                     | |          |                    |           |
| 12 | 12        | Zlatá rybka                 | Petr Fišer          | Tomáš Baldýnský, Vladimír Fanta, Helena Fišerová, Tomáš Holeček, Ladislav Karpianus, Petra Soukupová a Jiří Vaněk                                                                                             | 2008     | 20. listopadu 2008 | 22        |
| Simona s Tomášem odjíždí na pivovarnický veletrh pro novou pípu. Iva, Saša a Lexa plánují rebelii, ale Ozzák potřebuje jejich péči. Marcelka mu navíc svěří rybičku k hlídání. Simona se na veletrhu opije a v každém muži vidí svého exmanžela. |           |                             |                     | |          |                    |           |
| 13 | 13        | Sliby chyby                 | Petr Fišer          | Tomáš Baldýnský, Vladimír Fanta, Helena Fišerová, Tomáš Holeček, Ladislav Karpianus, Jakub König, Kateřina Krobová, Ondřej Ládek, Richard Malatinský, Petra Soukupová a Jiří Vaněk                            | 2008     | 27. listopadu 2008 | 23        |
| Tomáš slibuje Ivě snowboard, ale dá jí jen staré lyže. Iva, Lexa a Saša se rozhodnou vydělat si na snowboard brigádou v supermarketu. Ozzák chce, aby Tomáš plnil sliby, a drží bobříka mlčení. |           |                             |                     | |          |                    |           |
| 14 | 14        | Simonina volba              | Jiří Diarmaid Novák | Tomáš Baldýnský, Helena Fišerová, Tomáš Holeček, Ladislav Karpianus, Richard Malatinský, Petra Soukupová a Jiří Vaněk                                                                                         | 2008     | 4. prosince 2008   | 24        |
| Simonin bývalý manžel chce získat do péče jedno z dětí. Simona, aby o děti nepřišla, se musí infiltrovat do Tomášovy rodiny a předstírat harmonické soužití. Situaci komplikuje divadelní představení Ivy, Lexy a Saši. |           |                             |                     | |          |                    |           |
| 15 | 15        | Taneční                     | Petr Fišer          | Tomáš Baldýnský, Vladimír Fanta, Helena Fišerová, Ladislav Karpianus, Jakub König, Richard Malatinský a Jiří Vaněk                                                                                            | 2008     | 11. prosince 2008  | 25        |
| Mládež se chystá do tanečních. Iva s Tomášem se hádají o šaty, Saša je v šatech od Simony neviditelná a Lexu taneční vzrušují. Marcelka doučuje Tomáše tančit, ale její snaha se obrátí proti ní. A v tanečních se bude konat prodloužená. |           |                             |                     | |          |                    |           |
| 16 | 16        | Heavy Christmas             | Jiří Diarmaid Novák | Tomáš Baldýnský, Vladimír Fanta, Helena Fišerová, Tomáš Holeček, Ladislav Karpianus, Richard Malatinský, Petra Soukupová a Jiří Vaněk                                                                         | 2008     | 18. prosince 2008  | 26        |
| Ozzák s Lexou chtějí „přitvrdit“ Vánoce. Obchod s CD prosperuje díky technokoledám Křečka Mirečka. Blíží se Štědrý večer a s ním otázky: dostane Iva bundu od Vietnamců, zpochybní Lexa Ježíška a co provede hurikán Dalibor? Všichni si nakonec zazpívají heavy koledy.                                                                                      |           |                             |                     | |          |                    |           |
| 17 | 17        | Jmenuje se Dagmar!          | Jiří Diarmaid Novák | Tomáš Baldýnský, Vladimír Fanta, Helena Fišerová, Tomáš Holeček, Ladislav Karpianus, Richard Malatinský, Petra Soukupová a Jiří Vaněk                                                                         | 2009     | 4. března 2009     | 27        |
| Tomáš zjistí, že mu z účtu odcházejí peníze do Indie. Iva se přizná k tajné adopci indické holčičky. Tomáš se s adopcí smíří, ale změní holčičce její nevhodné jméno na Dagmar. |           |                             |                     | |          |                    |           |
| 18 | 18        | CzechSteh                   | Petr Fišer          | Tomáš Baldýnský, Vladimír Fanta, Helena Fišerová, Tomáš Holeček, Ladislav Karpianus, Ondřej Ládek, Petra Soukupová a Jiří Vaněk                                                                               | 2009     | 11. března 2009    | 28        |
| Ozzák způsobí požár, který uhasí hasička Majka. Ozzák se do ní zamiluje. Tomáš musí koupit nový hrnec, aby mohla Iva vařit, a díky nákupnímu zájezdu získá nové přátele. Tomáš zakáže Ivě účast na festivalu CzechTek, ale dovolí jí jet na kurz vyšívání. |           |                             |                     | |          |                    |           |
| 19 | 19        | Mrtvý muž                   | Jaroslav Fuit       | Tomáš Baldýnský, Helena Fišerová, Tomáš Holeček, Kateřina Krobová, Ondřej Ládek, Petra Soukupová a Jiří Vaněk                                                                                                 | 2009     | 18. března 2009    | 8         |
| Tomáš se dozví, že je dle encyklopedie popu mrtvý. Jeho smrt ale přitáhne pozornost médií i fanoušků, což nečekaně oživí jeho hudební kariéru i obchod s CD. Tomáš zjišťuje, že návrat mezi živé nebude snadný. |           |                             |                     | |          |                    |           |
| 20 | 20        | Berňák                      | Petr Fišer          | Tomáš Baldýnský, Vladimír Fanta, Helena Fišerová, Tomáš Holeček, Richard Malatinský, Petra Soukupová, Darek Šmíd a Jiří Vaněk                                                                                 | 2009     | 25. března 2009    | 9         |
| Tomáš s Marcelkou čekají kontrolu z finančního úřadu a musí se prokousat Ozzákovým chaotickým účetnictvím. Saša s Ivou mezitím vezmou Ozzáka na přednášku dalajlámy, což má nečekané následky. |           |                             |                     | |          |                    |           |
| 21 | 21        | Scrabble trable             | Jaroslav Fuit       | Tomáš Baldýnský, Silvie Dumalasová, Helena Fišerová, Kateřina Krobová, Ondřej Ládek, Vladimír Škultéty a Jiří Vaněk                                                                                           | 2009     | 8. dubna 2009      | 10        |
| Ozzák a Lexa chtějí na koncert Rolling Stones, ale nemají lístky. Marcelka má dva volňásky, ale nechce jim je dát. Nabídne jim hru o lístky, ale ukáže se, že je neporazitelná. |           |                             |                     | |          |                    |           |
| 22 | 22        | Koprovka                    | Petr Fišer          | Tomáš Baldýnský, Vladimír Fanta, Helena Fišerová, Richard Malatinský, Petra Soukupová, Darek Šmíd a Jiří Vaněk                                                                                                | 2009     | 15. dubna 2009     | 11        |
| Marcelka přihlásí Tomáše do kuchařské televizní soutěže, aby mu pomohla s návratem na pódia. Tomáš je ale kuchařský antitalent a Marcelka mu moc nepomáhá, protože se musí věnovat chorvatské tchyni. Tomášovi hrozí v soutěži ostuda. |           |                             |                     | |          |                    |           |
| 23 | 23        | Narozzeniny                 | Petr Fišer          | Tomáš Baldýnský, Vladimír Fanta, Helena Fišerová, Tomáš Holeček, Richard Malatinský, Petra Soukupová, Darek Šmíd a Jiří Vaněk                                                                                 | 2009     | 22. dubna 2009     | 12        |
| Tomáš se bojí oslavy narozenin od Ozzáka kvůli minulé nepříjemné zkušenosti. Když Marcelka prozradí datum jeho narození, Ozzák začne chystat překvapení ve sklepě. Tomáš a Iva se snaží oslavu zrušit, ale Simona jim to sabotuje. |           |                             |                     | |          |                    |           |
| 24 | 24        | Rozzvod                     | Petr Fišer          | Tomáš Baldýnský, Silvie Dumalasová, Vladimír Fanta, Helena Fišerová, Kateřina Krobová, Ondřej Ládek, Vladimír Škultéty a Jiří Vaněk                                                                           | 2009     | 6. května 2009     | 13        |
| Marcelčin žárlivý manžel Zoran obviní Marcelku z nevěry s Tomášem. Když Marcelka zjistí, že Zoran má milenku, odstěhuje se k Tomášovi a začne mu organizovat život. Tomáš, Iva a Ozzák vymýšlí plán, jak se Marcelky zbavit. |           |                             |                     | |          |                    |           |
| 25 | 25        | Prohozz                     | Jaroslav Fuit       | Tomáš Baldýnský, Silvie Dumalasová, Helena Fišerová, Kateřina Krobová, Ondřej Ládek, Vladimír Škultéty a Jiří Vaněk                                                                                           | 2009     | 13. května 2009    | 14        |
| Saša se cítí neviditelná, Iva je až moc viditelná, Ozzák zlobí v krámě a Tomáš je zoufalý z nízkých zisků. Tomáš se pokusí Ozzáka změnit pomocí motivačního CD, což se vymkne kontrole. Marcelka otestuje CD s opačným účinkem. |           |                             |                     | |          |                    |           |
| 26 | 26        | Těžká hodina                | Jiří Diarmaid Novák | Tomáš Baldýnský, Helena Fišerová, Tomáš Holeček, Ladislav Karpianus, Richard Malatinský, Petra Soukupová, Darek Šmíd a Jiří Vaněk                                                                             | 2009     | 20. května 2009    | 15        |
| Iva s chřipkou doma zjistí, že Lexa o ní píše básně. Ty jí ale přinesou pozornost od idola Beneše. Tomáš, který se bojí nákazy, se mylně domnívá, že Iva chodí s Lexou. Do děje vstupuje i žárlivá kickboxerka Machová. |           |                             |                     | |          |                    |           |
| 27 | 27        | Pan Prase odchází           | Jiří Diarmaid Novák | Tomáš Baldýnský, Jindřich Bič, Helena Fišerová, Tomáš Holeček, Ladislav Karpianus, Richard Malatinský, Petra Soukupová, Darek Šmíd a Jiří Vaněk                                                               | 2009     | 27. května 2009    | 16        |
| Ozzák truchlí nad smrtí kamaráda Prasete. Tomáš má zaplatit pohřeb, protože to byl podle Ozzáka jejich příbuzný. Marcelka se cítí sebevědomě díky kurzu kreativního konfliktu. Blíží se metalový pohřeb. |           |                             |                     | |          |                    |           |
| 28 | 28        | Absťák                      | Jiří Diarmaid Novák | Tomáš Baldýnský, Helena Fišerová, Tomáš Holeček, Ladislav Karpianus, Petra Kovářová, Richard Malatinský, Petra Soukupová, Darek Šmíd a Jiří Vaněk                                                             | 2009     | 3. června 2009     | 17        |
| Ozzák se snaží zachránit vymírající metalovou komunitu rozmnožováním, což vyžaduje jeho třídenní abstinenci. Tomáš se potýká s Ozzákovou nepředvídatelností a anonymním blogerem, který odhaluje rodinná tajemství. |           |                             |                     | |          |                    |           |
| 29 | 29        | Krev, pop a slzy            | Jiří Diarmaid Novák | Tomáš Baldýnský, Vladimír Fanta, Helena Fišerová, Tomáš Holeček, Ladislav Karpianus, Petra Soukupová a Jiří Vaněk                                                                                             | 2009     | 10. června 2009    | 29        |
| Tomášův starý hit se začne nečekaně hrát v rádiích, ale zjistí, že byl zneužit. Začne proto žehlit, aby se zbavil deprese. Iva se obává, že se na žehlení stává závislým. Marcelka se snaží zařídit Tomášovi koncert, který by mu vrátil psychickou rovnováhu.                                                                                                |           |                             |                     | |          |                    |           |
| 30 | 30        | Boží mlýny                  | Petr Fišer          | Tomáš Baldýnský, Silvie Dumalasová, Vladimír Fanta, Helena Fišerová, Kateřina Krobová, Ondřej Ládek, Vladimír Škultéty a Jiří Vaněk                                                                           | 2009     | 17. června 2009    | 30        |
| Bulvární magazín Boží mlýny se snaží zdiskreditovat Tomiho Paciho. Po neúspěšném prvním pokusu, kdy Ozzák zničil natočený materiál, reportér Lubo Žák neváhá použít únos Ivy a skrytou kameru, aby dostal Tomáše do studia. Tomáš je konfrontován s otázkami o své kariéře a osobním životě.                                                                  |           |                             |                     | |          |                    |           |

### Druhá řada (2010–2011)
Díly vysílané v roce 2011 (č. 40 až 51) byly označovány také jako třetí řada.
| Č. v seriálu | Č. v řadě | Název                  | Režie               | Scénář | Natočeno | Datum premiéry  | Č. na DVD |
| --- | --------- | ---------------------- | ------------------- | --- | -------- | --------------- | --------- |
| 31 | 1         | Změna je pivo          | Jiří Diarmaid Novák | Tomáš Baldýnský, Vladimír Fanta, Ladislav Karpianus, Tomáš Končinský a Jiří Vaněk                                    | 2010     | 3. března 2010  | 31        |
| Hospoda U jezevce má být zbourána a nahrazena fastfoodem. Ozzák se připoutá k baru na protest, přidá se k němu i Lexa. Tomášovi mezitím ukradnou kolo. Simona je ráda, že končí její dlouhé směny. Učitelka Kobrová přijde zkontrolovat proč Lexa není ve škole.  |           |                        |                     | |          |                 |           |
| 32 | 2         | Děvečka z Lidečka      | Jiří Diarmaid Novák | Tomáš Baldýnský, Vladimír Fanta, Tomáš Holeček, Ladislav Karpianus a Jiří Vaněk                                      | 2010     | 10. března 2010 | 32        |
| Tomáš se snaží zavděčit publiku na koncertech. Simona nastupuje do fastfoodu na místě Jezevce. Ozzák si najde novou hospodu, ale záhadně se probouzí v cizím bytě s trpaslíkem. Iva a Saša záhadu vyřeší.                                                         |           |                        |                     | |          |                 |           |
| 33 | 3         | Komu zvoní hrany       | Jiří Diarmaid Novák | Tomáš Baldýnský, Vladimír Fanta, Ladislav Karpianus a Jiří Vaněk                                                     | 2010     | 17. března 2010 | 33        |
| Simona nastoupila do fastfoodu HappyChick. Tomáš prožívá uměleckou krizi a Marcelka mu radí, aby se zviditelnil skandálem. Ozzák hledá novou hospodu, protože ho trempové vyhnali od Maříků. Simona nosí domů zbytky jídla z fastfoodu, které dvojčatům chutnají. |           |                        |                     | |          |                 |           |
| 34 | 4         | Zlatá ledvina          | Jiří Diarmaid Novák | Tomáš Baldýnský, Vladimír Fanta, Helena Fišerová, Tomáš Holeček, Ladislav Karpianus a Jiří Vaněk                     | 2010     | 24. března 2010 | 35        |
| Ozzák trénuje na Pivní pětiboj s mezinárodní konkurencí. Tomáš dostane nabídku koncertu v Bruntále, kterou se bojí přijmout. Simona se potýká s úřadem práce. Tomáš se rozhoduje mezi podporou bratra a koncertem v Bruntále. Zasahuje Železný Zekon.             |           |                        |                     | |          |                 |           |
| 35 | 5         | Boží frisbee           | Jiří Diarmaid Novák | Tomáš Baldýnský, Vladimír Fanta, Helena Fišerová, Ladislav Karpianus a Jiří Vaněk                                    | 2010     | 31. března 2010 | 36        |
| Republiku zasáhne papežova návštěva. Tomáš řeší domovní schůzi a Ozzákovy žertíky, které rozlítí správcovou i sousedku Vojtíškovou. Navíc zjistí, že Simona krade a má podezřelý vztah s Horváthem. Ozzákova hospoda U Satana je v ohrožení.                      |           |                        |                     | |          |                 |           |
| 36 | 6         | Cesta do Vtelna        | Ján Novák           | Tomáš Baldýnský, Helena Fišerová, Ladislav Karpianus, Petra Soukupová a Jiří Vaněk                                   | 2010     | 7. dubna 2010   | 34        |
| Rodina Pacovských se připravuje na Velikonoce. Iva pere záclony, Ozzák shání pomlázku a Lexa řeší vysokou normu na výslužku. Zároveň se řeší komplikace s návštěvou u babičky.                                                                                    |           |                        |                     | |          |                 |           |
| 37 | 7         | Sbohem, Káhiro         | Jiří Diarmaid Novák | Tomáš Baldýnský, Vladimír Fanta, Helena Fišerová, Ladislav Karpianus a Jiří Vaněk                                    | 2010     | 14. dubna 2010  | 37        |
| Marcelka, Iva a Saša začnou chodit na břišní tance. Tomáš s tím nesouhlasí, zvlášť když se dozví, že mají vystupovat před katarským princem. Ozzák objeví, že břišní tance mají nečekaný účinek. Simona vybavuje hospodu.                                         |           |                        |                     | |          |                 |           |
| 38 | 8         | Bejk                   | Ján Novák           | Tomáš Baldýnský, Helena Fišerová, Tomáš Holeček, Ladislav Karpianus, Petra Soukupová a Jiří Vaněk                    | 2010     | 21. dubna 2010  | 38        |
| Marek Vašut poprosí Tomáše o hlídání syna Bejka, kterého vychovává jako tvrďáka. Rodina se snaží, aby Bejk nezjistil, že „Bourák Tom“ není tak drsný, jak Vašut tvrdil. Saša řeší dárek pro matku, zatímco Ozzák se chystá na turnaj v ježelkách.                 |           |                        |                     | |          |                 |           |
| 39 | 9         | Křik kormorána         | Ján Novák           | Tomáš Baldýnský, Vladimír Fanta, Helena Fišerová, Ladislav Karpianus, Petra Soukupová a Jiří Vaněk                   | 2010     | 16. června 2010 | 39        |
| Tomáš plánuje tradiční dovolenou v Chorvatsku, což Ivu netěší. Ozzák letos nepojede kvůli hádce s Tomášem, což překvapivě kazí plány i pro Simonu. Saša a Lexa se připravují na převzetí domácích povinností, až jim máma odjede na dovolenou bez dětí.           |           |                        |                     | |          |                 |           |
| 40 | 10        | Třinácté pivo          | Ján Novák           | Tomáš Baldýnský, Vladimír Fanta, Tomáš Holeček, Ladislav Karpianus a Petra Soukupová                                 | 2010     | 6. dubna 2011   | 48        |
| Vysoký účet za elektřinu donutí Tomáše k úsporným opatřením. Iva je omezena v utrácení, v obchodě se šetří na topení a Ozzák musí snížit spotřebu piva. Lexa řeší Ivinu známost s Voráčkem a Ozzák po třináctém pivu začíná otravovat okolí svými postřehy.       |           |                        |                     | |          |                 |           |
| 41 | 11        | Bez kláves neodejdu    | Ján Novák           | Tomáš Baldýnský, Vladimír Fanta, Helena Fišerová, Tomáš Holeček, Ladislav Karpianus a Petra Soukupová                | 2010     | 13. dubna 2011  | 49        |
| Tomášův koncert v obci s převahou dětí se zkomplikuje a klávesista Šimara přijde o nástroj. Usadí se u Pacovských, dokud nezíská nové klávesy. Ozzák se zajímá o české sportovní úspěchy.                                                                         |           |                        |                     | |          |                 |           |
| 42 | 12        | Let mouchy             | Ján Novák           | Tomáš Baldýnský, Helena Fišerová, Ladislav Karpianus, Tomáš Končinský, Petra Soukupová a Jiří Vaněk                  | 2010     | 20. dubna 2011  | 50        |
| Tomáš je požádán, aby na gymnáziu promluvil k žákům. Iva se stydí za otce i jeho hnědé sako. Simona pomůže Tomášovi s výběrem nového oblečení. Saša se nervuje z toho, že bude mluvit s Václavem Havlem.                                                          |           |                        |                     | |          |                 |           |
| 43 | 13        | Obraz paní Rybkové     | Jiří Diarmaid Novák | Tomáš Baldýnský, Marie Doležalová, Vladimír Fanta, Helena Fišerová, Ladislav Karpianus, Petra Soukupová a Jiří Vaněk | 2010     | 27. dubna 2011  | 51        |
| Saša zdědí obraz, ale kvůli matce, která by ho jistě prodala, si ho nemůže vzít domů. Proto obraz dočasně uloží u Pacovských. Marcelka domluví Tomášovi politickou reklamu, ten ale víc řeší třídění odpadu.                                                      |           |                        |                     | |          |                 |           |
| 44 | 14        | Zabijačka              | Jiří Diarmaid Novák | Tomáš Baldýnský, Vladimír Fanta, Helena Fišerová, Tomáš Holeček, Ladislav Karpianus, Petra Soukupová a Jiří Vaněk    | 2010     | 5. září 2011    | 40        |
| Tomáš, aby se vytáhl před strejdou Květošem, si vymyslí, že je ředitel Metrostavu, Ozzák notář a Iva tančí flamenco. Situace se komplikuje, když Květoš pozve všechny na zabijačku, kde se lži mohou provalit.                                                    |           |                        |                     | |          |                 |           |
| 45 | 15        | Sulc                   | Jiří Diarmaid Novák | Tomáš Baldýnský, Vladimír Fanta, Helena Fišerová, Tomáš Holeček, Ladislav Karpianus, Petra Soukupová a Jiří Vaněk    | 2010     | 12. září 2011   | 41        |
| Ozzák se chystá vařit sulc, zatímco Tomáš se obává katastrofy, kterou jeho bratr může způsobit. Tomáš vyráží na třídní schůzku a Iva kvůli hrozbě trojky z dějepisu připravuje pro otce zemlbábu.                                                                 |           |                        |                     | |          |                 |           |
| 46 | 16        | Holter                 | Ján Novák           | Tomáš Baldýnský, Vladimír Fanta, Helena Fišerová, Tomáš Holeček, Ladislav Karpianus, Petra Soukupová a Jiří Vaněk    | 2010     | 19. září 2011   | 42        |
| Simona má podezření, že v domě bydlí tajný agent. Iva a Lexou se tajně připravují na výlet, kde budou lézt na skály. Tomáš, který si myslí, že má infarkt, musí nosit monitor srdeční aktivity a zapisovat si stresové situace.                                   |           |                        |                     | |          |                 |           |
| 47 | 17        | Strakonický bubák      | Ján Novák           | Tomáš Baldýnský, Vladimír Fanta, Helena Fišerová, Ladislav Karpianus, Petra Soukupová a Jiří Vaněk                   | 2010     | 26. září 2011   | 43        |
| Tomáš je nominován na Tupana roku, a tak se z něj Marcelka snaží udělat sečtělejšího člověka. Ozzák se pouští do studia kuchařské knihy O pejskovi a kočičce. Iva, Saša a Lexa řeší sexuální výchovu.                                                             |           |                        |                     | |          |                 |           |
| 48 | 18        | Havárie                | Ján Novák           | Tomáš Baldýnský, Helena Fišerová, Tomáš Holeček, Ladislav Karpianus, Petra Soukupová a Jiří Vaněk                    | 2010     | 3. října 2011   | 44        |
| Ozzák chystá svatební dar pro Žížu. Ve čtvrti je havárie vody a Tomáš se pokouší situaci řešit s vodárnou, protože cisterny s náhradním zásobováním záhadně mizí.                                                                                                 |           |                        |                     | |          |                 |           |
| 49 | 19        | Francouzská restaurace | Jiří Diarmaid Novák | Tomáš Baldýnský, Helena Fišerová, Ladislav Karpianus, Petra Soukupová a Jiří Vaněk                                   | 2010     | 10. října 2011  | 45        |
| Tomáš získá poukaz do francouzské restaurace od Karla Gotta. Iva odmítne jít, protože hubne. Simona se nabídne jít místo ní, i když Marcelka by šla také ráda. Iva mezitím pomáhá Saše, která se bojí rozdávat letáky.                                            |           |                        |                     | |          |                 |           |
| 50 | 20        | Snad to vyjde příště   | Jiří Diarmaid Novák | Tomáš Baldýnský, Helena Fišerová, Ladislav Karpianus, Petra Soukupová a Jiří Vaněk                                   | 2010     | 17. října 2011  | 46        |
| Ozzák spolkne zlatou minci a Tomáš ho kvůli ní doprovází na každém kroku. Saša a Lexa se obávají nového partnera Simony, a tak se snaží dát dohromady ji a Tomáše, ale Iva je proti.                                                                              |           |                        |                     | |          |                 |           |
| 51 | 21        | Slepák                 | Jiří Diarmaid Novák | Tomáš Baldýnský, Tomáš Holeček, Helena Fišerová, Ladislav Karpianus, Petra Soukupová a Jiří Vaněk                    | 2010     | 24. října 2011  | 47        |
| Simona je v nemocnici se slepým střevem a odkáže děti Tomášovi. Saša a Lexa tráví u Pacovských více času, což způsobuje Tomášovi a Ivě starosti kvůli jejich neobvyklým zvykům.                                                                                   |           |                        |                     | |          |                 |           |

## Speciály
V rámci silvestrovských pořadů TV Nova bylo odvysíláno v letech 2008 a 2009 několik krátkých speciálních vstupů. V roce 2010 byl pak odvysílán samostatný 15minutový speciál.
| Název | Režie               | Datum premiéry                  | Poznámka             |
| --- | ------------------- | ------------------------------- | -------------------- |
| Ozzákova škola kalení | Petr Fišer          | 31. prosince 2008 1. ledna 2009 | mezi 16. a 17. dílem |
| 1. Pičák 2. Pivulák 3. Trocha toho punku 4. Vystřízlivovák 5. Ozzákův novoroční projev 2009                                                |                     |                                 |                      |
| Ozzákova škola slavení | Jiří Diarmaid Novák | 31. prosince 2009 1. ledna 2010 | mezi 30. a 31. dílem |
| 1. Úvod 2. Nóbl chlast 3. Silvestrovské sporty 4. Jak se loví humři? 5. Kdo říká, že půlnoc je jen jedna? 6. Ozzákův novoroční projev 2010 |                     |                                 |                      |
| Pekelný Silvestr 2010 aneb Comeback v plamenech                                                                                            | Jiří Diarmaid Novák | 31. prosince 2010               | mezi 39. a 40. dílem |

Seriálu Comeback se věnoval také třetí díl pořadu Mezi hvězdami. Střihový speciál Comebacku nazvaný Láska, pivo, rock'n'roll (případně Letem světem s Comebackem a Martinem Dejdarem) měl premiéru 5. února 2011, dva měsíce před premiérou 40. dílu.
Přinesl v 46 minutách to nejlepší z odvysílaných dílů a megatrailer na nové díly.